# Dáil Éireann
A Dáil Éireann (IPA: [ˌd̪ˠaːlʲ ˈeːɾʲən̪ˠ]; jelentése. "Írország gyűlése") az Ír Köztársaság Oireachtasának (parlamentjének) alsóháza. 160 tagból áll, akik Teachta Dála (képviselő) néven ismert (többes számban Teachtaí Dála, általában TD-ként rövidítik). A képviselők 39 választókerületből kerülnek ki, öt évnél nem hosszabb időtartamú kinevezésintervallummal, az egyetlen átruházható szavazattal (PR-STV) történő arányos képviseleti rendszere alapján. Hatásköre hasonló sok más kétkamarás parlamentek alsóházaihoz.  Az ír alkotmány által megszabott korlátokra is figyelemmel, jogában áll bármilyen törvényt elfogadni, kijelölni és leváltani a Taoiseach-et (kormányfőt). Székhelye a dublini Lenister ház.

## Fordítás
Ez a szócikk részben vagy egészben  a   Dáil Éireann című angol Wikipédia-szócikk ezen változatának fordításán alapul.  Az eredeti cikk szerkesztőit annak laptörténete sorolja fel. Ez a jelzés csupán a megfogalmazás eredetét és a szerzői jogokat jelzi, nem szolgál a cikkben szereplő információk forrásmegjelöléseként.